# Astarte vernicosa
Astarte vernicosa is een tweekleppigensoort uit de familie van de Astartidae. De wetenschappelijke naam van de soort is voor het eerst geldig gepubliceerd in 1903 door Dall.